# فابريس آبريزيس
فابريس آبريزيس (بالفرنسية: Fabrice Apruzesse)‏ (8 مايو 1985 بمارسيليا في فرنسا - ) هو لاعب كرة قدم فرنسي في مركز الهجوم. لعب مع أولمبيك مارسيليا وAthlético Marseille ‏.

## روابط خارجية
- فابريس آبريزيس على موقع رابطة كرة القدم الفرنسية للمحترفين (الإنجليزية)
- فابريس آبريزيس على موقع قاعدة بيانات كرة القدم.إي يو (الإنجليزية)
- فابريس آبريزيس على موقع ليكيب (الفرنسية)
- فابريس آبريزيس على موقع Soccerway.com (الإنجليزية)
- فابريس آبريزيس على موقع AS.com (الإسبانية)